# Feudalismus

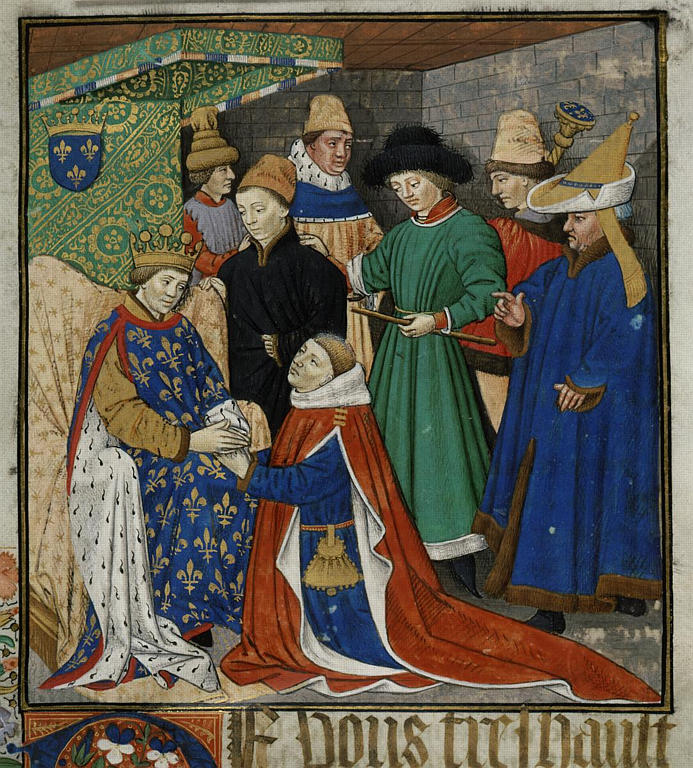
Vazal obřadně uznává svého lenního pána, sklonek feudalismu (asi 1469)

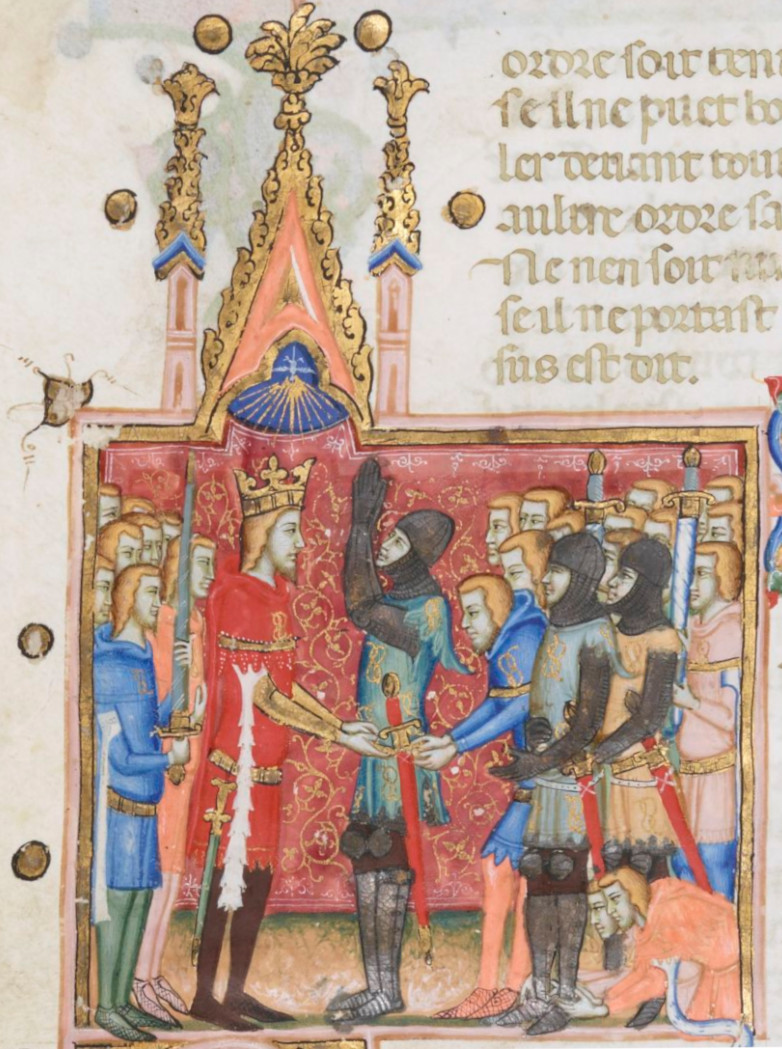
Investitura rytíře (miniatura ze stanov Řádu uzlu, založeného v roce 1352 Ludvíkem I. Neapolským)

Feudalismus neboli feudální zřízení je systém lenních vztahů charakteristický pro evropský, zejména vrcholný středověk. V širším smyslu se tak označuje celá tehdejší společnost nebo období. Mimo něj se s ním lze výjimečně setkat i jinde, například výrazně v císařském Japonsku.
V marxistické ideologii je tak nazýváno uspořádání společnosti a celá lidská epocha od zániku otrokářského starověku do převládnutí kapitalismu; charakteristická je půda vlastněná feudály a obdělávaná osobně závislými poddanými (nevolníky).
Název je odvozen z latinského slova feudum, česky léno.

## Feudální společnost

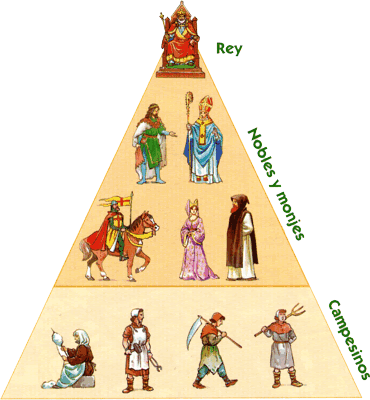
Tři stavy ve formě diagramu

Královské domény a území feudálních pánů ve Francii koncem 15. století

Feudální vztah se vytváří na různých úrovních mezi svobodnými lidmi, vazalem na jedné straně a lenním pánem na druhé. Vazal se zavazuje k věrnosti, poslušnosti a službě (zejména vojenské) vůči pánovi, ten mu za to zaručuje ochranu a materiální zajištění prostřednictvím léna. Léno bývá nejčastěji půda, která živí své držitele, ale je obhospodářována venkovany.

To také odpovídá tehdejší představě o rozdělení společnosti na pracující, bojující a modlící se, čili zemědělské obyvatelstvo, profesionální válečníky a příslušníky církve.
Systém lenních vztahů sahal hierarchicky od prostého rytíře až po vrchního lenního pána, panovníka monarchie - například krále. I ten se však mohl za určitých okolností dostat do lenní závislosti, jak o tom svědčí formálně vazalské postavení anglického krále vůči králi francouzskému, svému lennímu pánovi ve vztahu k rozsáhlému plantagenetovskému panství na území francouzského království. V následné stoleté válce mezi oběma králi se rytířský způsob boje ukázal jako již neefektivní, zejména ve velkých porážkách francouzského rytířstva anglickými lukostřelci. Konec rytířského období, stejně jako uzavření a rozdělení privilegované vrstvy na nižší a vyšší šlechtu nebo vzestup významu měst, signalizoval konec feudalismu a postupný přechod ke stavovské společnosti.

## Marxistický termín
Feudalismus v marxistické literatuře nemá souvislost s feudem (lénem). Je tak nazýváno uspořádání společnosti a období, kdy byla společnost rozdělena na vrchnost a poddané, do značné míry souběžné se středověkem - zhruba od konce antiky do 16. až 19. století. S tím je nutno počítat u naší literatury z let 1948 až 1989, kdy toto marxistické pojetí bylo povinné, a někdy také, ze setrvačnosti, i u té pozdější.

### Odchýlení významu
V 17. století, kdy už lenní vztahy nefungovaly, ale vlastnictví půdy mělo ve feudalismu svůj původ, se u anglických právníků objevuje termín feudální zřízení. Díky tomu se tak začala označovat soustava pozemkového vlastnictví a později s ním spojená vrchnostenská práva těžce doléhající na venkovské obyvatelstvo, ve Francii zrušená za revoluce v roce 1789. Tím výraz feudální zřízení získal politický význam a v tomto smyslu jej přijal i Karel Marx. Později v devatenáctém století, v souvislosti s rozvojem vědeckého studia středověku, slovo feudální získalo zpět svůj logický a odůvodněný význam. Marxisté zůstali věrni dobovému významu podle svého učitele.

### Marxistická definice
V marxistickém pojetí historie stupeň společenského vývoje (tzv. společensko-ekonomická formace) předcházející kapitalismus, v němž vládnoucí třída (feudálové) vlastní základní výrobní prostředek – půdu. V neúplném vlastnictví – resp. trvalém područí – feudálů se nachází i zemědělské obyvatelstvo – nevolníci, kteří feudálovi odevzdávají část své produkce, případně vlastními nástroji obdělává půdu feudálem nepropůjčenou (robota).
Zatímco ve starověku převládala ekonomika založená na otrokářství, feudalismus znamená pokrok ve vývoji výrobních vztahů, protože feudální půda je rozdělena mezi samostatněji hospodařící drobné rolníky. Feudalismus kolísal v jednotlivých zemích od rolnického trvalého vlastnictví půdy a relativní osobní svobodě obyvatelstva (poddanství) k úplné závislosti a podřízenosti blízké otroctví (nevolnictví) a naopak, vývoj nebyl jednoznačný (např. druhé nevolnictví v novověku).
Osobní svoboda je podmínkou rozvoje flexibilní námezdní práce, která umožňuje pokrok k vyšší formě společensko-ekonomické formace, kapitalismu. A naopak, vývoj kapitalismu podporuje osvobozování nevolníků resp. poddaných.